# FA Cup 2011-12
La Budweiser FA Cup 2011-12 fue la 131.ª edición del torneo de fútbol más antiguo del mundo, la Copa de Inglaterra.
El cierre de inscripción fue el 4 de abril de 2011 con un total de 909 clubes. El 8 de junio del mismo año se anunció que 763 clubes fueron aceptados.
Este torneo empezó el 20 de agosto de 2011 y terminó el 5 de mayo de 2012 en el Estadio de Wembley. Chelsea se coronó como el campeón de la FA Cup y clasificó automáticamente a la fase de grupos de la UEFA Europa League 2012-13.

## Calendario
| Ronda                        | Fecha de Juego           | N.º de partidos | Clubes    | Nuevos participantes | Ligas de nuevos participantes                                                              |
| ---------------------------- | ------------------------ | --------------- | --------- | -------------------- | ------------------------------------------------------------------------------------------ |
| Ronda extra preliminar       | 20 de agosto de 2011     | 204             | 763 a 559 | 408: 356º a 763º     | Niveles 9, 10 y 11 del Sistema de ligas de fútbol de Inglaterra                            |
| Ronda preliminar             | 3 de septiembre de 2011  | 167             | 559 a 392 | 130: 226º a 355º     | Nivel 8 del Sistema de ligas de fútbol de Inglaterra                                       |
| Primera ronda clasificatoria | 17 de septiembre de 2011 | 116             | 392 a 276 | 66: 161.º a 225.º    | Nivel 7 del Sistema de ligas de fútbol de Inglaterra                                       |
| Segunda ronda clasificatoria | 1 de octubre de 2011     | 80              | 276 a 196 | 44: 117.º a 160.º    | Nivel 6 del Sistema de ligas de fútbol de Inglaterra (Conference North y Conference South) |
| Tercera ronda clasificatoria | 15 de octubre de 2011    | 40              | 196 a 156 | Ninguno              | Ninguno                                                                                    |
| Cuarta ronda clasificatoria  | 29 de octubre de 2011    | 32              | 156 a 124 | 24: 93.º a 116.º     | Nivel 5 del Sistema de ligas de fútbol de Inglaterra (Conference National)                 |
| Primera fase                 | 12 de noviembre de 2011  | 40              | 124 a 84  | 48: 45.º a 92.º      | Football League One y Football League Two                                                  |
| Segunda fase                 | 3 de diciembre de 2011   | 20              | 84 a 64   | Ninguno              | Ninguno                                                                                    |
| Treintaidosavos de final     | 7 de enero de 2012       | 32              | 64 a 32   | 44: 1º a 44.º        | Premier League y Football League Championship                                              |
| Dieciseisavos de final       | 28 de enero de 2012      | 16              | 32 a 16   | Ninguno              | Ninguno                                                                                    |
| Octavos de final             | 18 de febrero de 2012    | 8               | 16 a 8    | Ninguno              | Ninguno                                                                                    |
| Cuartos de final             | 17 de marzo de 2012      | 4               | 8 a 4     | Ninguno              | Ninguno                                                                                    |
| Semifinal                    | 14 y 15 de abril de 2012 | 2               | 4 a 2     | Ninguno              | Ninguno                                                                                    |
| Final                        | 5 de mayo de 2012        | 1               | 2 a 1     | Ninguno              | Ninguno                                                                                    |

## Rondas clasificatorias
Todos los equipos participantes no pertenecientes a la Premier League o a la Football League compitieron en las rondas clasificatorias.

## Primera fase
Recién en esta etapa de la FA Cup se hicieron presentes los clubes pertenecientes a la Football League One y a la Football League Two, junto a los ganadores de los encuentros de la cuarta ronda clasificatoria. El sorteo se produjo el 30 de octubre de 2011 y los partidos fueron programados para el 12 y 13 de noviembre de 2011.
Redbridge, del octavo nivel del fútbol inglés, fue el equipo menos rankeado" que accedió a la primera fase.
Stefan Brown del AFC Totton ganó el reconocimiento como el jugador de la ronda con el 38% de los votos.
| 12 de noviembre de 2011 | Hereford United | 0 − 3   | Yeovil Town                                | Edgar Street, Hereford                                  |                                                         |
|                         |                 | Reporte | Upson 25' · A. Williams 57' · Blizzard 72' | Asistencia: 2,469 espectadores Árbitro(s): Paul Tierney | Asistencia: 2,469 espectadores Árbitro(s): Paul Tierney |

| 12 de noviembre de 2011 | Bury | 0 − 2   | Crawley Town              | Gigg Lane, Bury                                       |                                                       |
|                         |      | Reporte | Barnett 49' · Doughty 82' | Asistencia: 2,436 espectadores Árbitro(s): Mark Brown | Asistencia: 2,436 espectadores Árbitro(s): Mark Brown |

| 12 de noviembre de 2011 | Luton Town  | 1 − 0   | Northampton Town | Kenilworth Road, Luton                                 |                                                        |
|                         | Watkins 80' | Reporte |                  | Asistencia: 4,799 espectadores Árbitro(s): Andy D'Urso | Asistencia: 4,799 espectadores Árbitro(s): Andy D'Urso |

| 11 de noviembre de 2011 | Cambridge United  | 2 − 2   | Wrexham         | Abbey Stadium, Cambridge                                |                                                         |
|                         | Coulson 53' 90+2' | Reporte | Morrell 20' 60' | Asistencia: 2,792 espectadores Árbitro(s): John Hopkins | Asistencia: 2,792 espectadores Árbitro(s): John Hopkins |

| 22 de noviembre de 2011 | Wrexham                | 2 − 1   | Cambridge United | Racecourse Ground, Wrexham                            |                                                       |
|                         | Pogba 59' · Wright 76' | Reporte | Wylde 87'        | Asistencia: 2,606 espectadores Árbitro(s): Ross Joyce | Asistencia: 2,606 espectadores Árbitro(s): Ross Joyce |

| 13 de noviembre de 2011 | Morecambe         | 1 – 2   | Sheffield Wednesday     | Globe Arena, Morecambe                                |                                                       |
|                         | Wilson 62' (pen.) | Reporte | Lines 18' · O'Grady 52' | Asistencia: 4,160 espectadores Árbitro(s): David Webb | Asistencia: 4,160 espectadores Árbitro(s): David Webb |

| 12 de noviembre de 2011 | Swindon Town                                        | 4 − 1   | Huddersfield Town | County Ground, Swindon                                |                                                       |
|                         | Flint 36' · De Vita 39' · Kerrouche 76' · Ferry 87' | Reporte | Novak 22'         | Asistencia: 5,728 espectadores Árbitro(s): Phil Gibbs | Asistencia: 5,728 espectadores Árbitro(s): Phil Gibbs |

| 12 de noviembre de 2011 | Redbridge | 0 − 0   | Oxford City | Oakside, Londres                                      |                                                       |
|                         |           | Reporte |             | Asistencia: 465 espectadores Árbitro(s): Tim Robinson | Asistencia: 465 espectadores Árbitro(s): Tim Robinson |

| 22 de noviembre de 2011 | Oxford City | 1 − 2   | Redbridge                         | Court Place Farm, Marston                              |                                                        |
|                         | Steele 20'  | Reporte | Gordon 70' (pen.) · Bradbury 102' | Asistencia: 1,175 espectadores Árbitro(s): Andy Davies | Asistencia: 1,175 espectadores Árbitro(s): Andy Davies |

| 12 de noviembre de 2011 | Bristol Rovers                                   | 3 − 1   | Corby Town   | Memorial Stadium, Bristol                              |                                                        |
|                         | McGleish 26' (pen.) · Carayol 74' · Zebroski 90' | Reporte | Reynolds 62' | Asistencia: 3,787 espectadores Árbitro(s): Andy Davies | Asistencia: 3,787 espectadores Árbitro(s): Andy Davies |

| 12 de noviembre de 2011 | Oldham Athletic                           | 3 − 1 | Burton Albion | Boundary Park, Oldham                                     |                                                           |
|                         | Kuqi 4' (pen.) · Simpson 13' · Furman 35' |       | Zola 71'      | Asistencia: 3,102 espectadores Árbitro(s): Michael Naylor | Asistencia: 3,102 espectadores Árbitro(s): Michael Naylor |

| 12 de noviembre de 2011 | Preston North End | 0 − 0   | Southend United | Deepdale, Preston                                       |                                                         |
|                         |                   | Reporte |                 | Asistencia: 6,609 espectadores Árbitro(s): Nigel Miller | Asistencia: 6,609 espectadores Árbitro(s): Nigel Miller |

| 22 de noviembre de 2011 | Southend United | 1 − 0   | Preston North End | Roots Hall, Southend-on-Sea                               |                                                           |
|                         | Dickinson 55'   | Reporte |                   | Asistencia: 4,537 espectadores Árbitro(s): Darren Deadman | Asistencia: 4,537 espectadores Árbitro(s): Darren Deadman |

| 12 de noviembre de 2011 | Dagenham & Redbridge | 1 − 1   | Bath City  | Victoria Road, Londres                                  |                                                         |
|                         | Woodall 41'          | Reporte | Canham 11' | Asistencia: 1,225 espectadores Árbitro(s): Graham Scott | Asistencia: 1,225 espectadores Árbitro(s): Graham Scott |

| 23 de noviembre de 2011 | Bath City    | 1 – 3   | Dagenham & Redbridge          | Twerton Park, Bath                                         |                                                            |
|                         | Connolly 71' | Reporte | Woodall 20' · Nurse 100' 115' | Asistencia: 1,704 espectadores Árbitro(s): Iain Williamson | Asistencia: 1,704 espectadores Árbitro(s): Iain Williamson |

| 12 de noviembre de 2011 | Hartlepool United | 0 − 1   | Stevenage        | Victoria Park, Hartlepool                               |                                                         |
|                         |                   | Reporte | Laird 10' (pen.) | Asistencia: 2,744 espectadores Árbitro(s): Mark Heywood | Asistencia: 2,744 espectadores Árbitro(s): Mark Heywood |

| 12 de noviembre de 2011 | Blyth Spartans | 0 − 2   | Gateshead              | Croft Park, Blyth                                      |                                                        |
|                         |                | Reporte | Shaw 14' · Cummins 54' | Asistencia: 2,763 espectadores Árbitro(s): Darren Bond | Asistencia: 2,763 espectadores Árbitro(s): Darren Bond |

| 12 de noviembre de 2011 | Alfreton Town | 0 − 4   | Carlisle United                                | North Street, Alfreton                                    |                                                           |
|                         |               | Reporte | Miller 24' · Loy 33' · Berrett 41' · Noble 45' | Asistencia: 1,488 espectadores Árbitro(s): Eddie Ilderton | Asistencia: 1,488 espectadores Árbitro(s): Eddie Ilderton |

| 12 de noviembre de 2011 | Chesterfield | 1 − 3   | Torquay United                         | B2net estadio, Chesterfield                           |                                                       |
|                         | Bowery 59'   | Reporte | Stevens 20' · Howe 72' · Nicholson 88' | Asistencia: 4,332 espectadores Árbitro(s): Carl Berry | Asistencia: 4,332 espectadores Árbitro(s): Carl Berry |

| 12 de noviembre de 2011 | Crewe Alexandra | 1 − 4   | Colchester United                      | Alexandra Stadium, Crewe                               |                                                        |
|                         | Moore 19'       | Reporte | James 60' 90+2' · Bond 77' · Coker 87' | Asistencia: 2,325 espectadores Árbitro(s): David Coote | Asistencia: 2,325 espectadores Árbitro(s): David Coote |

| 12 de noviembre de 2011 | Tranmere Rovers | 0 − 1   | Cheltenham Town  | Prenton Park, Tranmere                                  |                                                         |
|                         |                 | Reporte | Duffy 21' (pen.) | Asistencia: 3,211 espectadores Árbitro(s): Craig Pawson | Asistencia: 3,211 espectadores Árbitro(s): Craig Pawson |

| 12 de noviembre de 2011 | Chelmsford City                                     | 4 − 0   | AFC Telford United | Melbourne Stadium, Chelmsford                          |                                                        |
|                         | Palmer 11' · Parker 45+1' · Rainford 63' (pen.) 87' | Reporte |                    | Asistencia: 1,430 espectadores Árbitro(s): Declan Ford | Asistencia: 1,430 espectadores Árbitro(s): Declan Ford |

| 12 de noviembre de 2011 | Hinckley United      | 2 − 2   | Tamworth                              | De Montfort Park, Hinckley                              |                                                         |
|                         | Gray 78' · Kerry 88' | Reporte | Christie 83' (pen.) · Patterson 90+2' | Asistencia: 1,906 espectadores Árbitro(s): Richard West | Asistencia: 1,906 espectadores Árbitro(s): Richard West |

| 22 de noviembre de 2011 | Tamworth     | 1 − 0   | Hinckley United | The Lamb Ground, Tamworth                       |                                                 |
|                         | St Aimie 90' | Reporte |                 | Asistencia: 1,583 espectadores Árbitro(s): Bond | Asistencia: 1,583 espectadores Árbitro(s): Bond |

| 12 de noviembre de 2011 | Exeter City | 1 − 1   | Walsall    | St James Park, Exeter                                      |                                                            |
|                         | Noble 90+4' | Reporte | Wilson 21' | Asistencia: 3,026 espectadores Árbitro(s): James Linington | Asistencia: 3,026 espectadores Árbitro(s): James Linington |

| 23 de noviembre de 2011 | Walsall                                  | 3 – 2   | Exeter City           | Bescot Stadium, Walsall                                 |                                                         |
|                         | Macken 64' · Nicholls 69' · Bowerman 98' | Reporte | Logan 41' · Frear 77' | Asistencia: 2,089 espectadores Árbitro(s): Dean Mohareb | Asistencia: 2,089 espectadores Árbitro(s): Dean Mohareb |

| 12 de noviembre de 2011 | Bradford City | 1 − 0   | Rochdale | Valley Parade, Bradford                                 |                                                         |
|                         | Wells 84'     | Reporte |          | Asistencia: 3,579 espectadores Árbitro(s): Dean Mohareb | Asistencia: 3,579 espectadores Árbitro(s): Dean Mohareb |

| 12 de noviembre de 2011 | Notts County                             | 4 − 1   | Accrington Stanley | Meadow Lane, Nottingham                               |                                                       |
|                         | Hawley 34' 89' · Judge 47' · Sheehan 80' | Reporte | Joyce 82'          | Asistencia: 3,613 espectadores Árbitro(s): Gavin Ward | Asistencia: 3,613 espectadores Árbitro(s): Gavin Ward |

| 12 de noviembre de 2011 | Port Vale | 0 − 0   | Grimsby Town | Vale Park, Stoke-on-Trent                                 |                                                           |
|                         |           | Reporte |              | Asistencia: 4,450 espectadores Árbitro(s): Jeremy Simpson | Asistencia: 4,450 espectadores Árbitro(s): Jeremy Simpson |

| 22 de noviembre de 2011 | Grimsby Town | 1 − 0   | Port Vale | Blundell Park, Cleethorpes                            |                                                       |
|                         | Makofo 59'   | Reporte |           | Asistencia: 1,906 espectadores Árbitro(s): Jock Waugh | Asistencia: 1,906 espectadores Árbitro(s): Jock Waugh |

| 12 de noviembre de 2011 | Sheffield United          | 3 − 0   | Oxford United | Bramall Lane, Sheffield                                 |                                                         |
|                         | Evans 12' 19' · Flynn 71' | Reporte |               | Asistencia: 7,991 espectadores Árbitro(s): Carl Boyeson | Asistencia: 7,991 espectadores Árbitro(s): Carl Boyeson |

| 13 de noviembre de 2011 | FC Halifax Town | 0 – 4   | Charlton Athletic                                       | The Shay, Halifax                                           |                                                             |
|                         |                 | Reporte | Taylor 40' · Jackson 80' · Hollands 82' · Pritchard 90' | Asistencia: 4,601 espectadores Árbitro(s): Geoff Eltringham | Asistencia: 4,601 espectadores Árbitro(s): Geoff Eltringham |

| 12 de noviembre de 2011 | Sutton United | 1 − 0   | Kettering Town | Borough Sports Ground, Londres                          |                                                         |
|                         | Watkins 64'   | Reporte |                | Asistencia: 1,532 espectadores Árbitro(s): Michael Bull | Asistencia: 1,532 espectadores Árbitro(s): Michael Bull |

| 12 de noviembre de 2011 | AFC Bournemouth                      | 3 − 3   | Gillingham                            | Dean Court, Bournemouth                                  |                                                          |
|                         | Purches 20' · Zubar 59' · Malone 60' | Reporte | Payne 37' · Jackman 71' · Kedwell 90' | Asistencia: 4,282 espectadores Árbitro(s): Dave Phillips | Asistencia: 4,282 espectadores Árbitro(s): Dave Phillips |

| 22 de noviembre de 2011 | Gillingham                               | 3 − 2   | AFC Bournemouth                   | Priestfield Stadium, Gillingham                        |                                                        |
|                         | Weston 21' · Richards 75' · S. Payne 82' | Reporte | Frampton 55' (a.g.) · Arter 90+1' | Asistencia: 4,321 espectadores Árbitro(s): Fred Graham | Asistencia: 4,321 espectadores Árbitro(s): Fred Graham |

| 12 de noviembre de 2011 | Milton Keynes Dons                                                        | 6 − 0   | Nantwich Town | Stadium mk, Milton Keynes                               |                                                         |
|                         | Doumbé 28' · Bowditch 30' 54' · Powell 66' · O'Shea 76' · G. Williams 90' | Reporte |               | Asistencia: 4,110 espectadores Árbitro(s): Keith Stroud | Asistencia: 4,110 espectadores Árbitro(s): Keith Stroud |

| 12 de noviembre de 2011 | AFC Totton                                                                 | 8 − 1   | Bradford Park Avenue | Testwood Stadium, Totton and Eling                       |                                                          |
|                         | Davies 13' 90+4' · Gosney 29' (pen.) 52' · Charles 32' · Brown 64' 74' 79' | Reporte | Clayton 30'          | Asistencia: 2,315 espectadores Árbitro(s): Kevin Johnson | Asistencia: 2,315 espectadores Árbitro(s): Kevin Johnson |

| 12 de noviembre de 2011 | Newport County | 0 − 1   | Shrewsbury Town | Newport Stadium, Newport                                   |                                                            |
|                         |                | Reporte | Gornell 41'     | Asistencia: 2,362 espectadores Árbitro(s): Darren Drysdale | Asistencia: 2,362 espectadores Árbitro(s): Darren Drysdale |

| 12 de noviembre de 2011 | Leyton Orient                      | 3 − 0   | Bromley | Brisbane Road, Londres                                 |                                                        |
|                         | Spring 7' · Porter 57' · Smith 79' | Reporte |         | Asistencia: 4,452 espectadores Árbitro(s): Gary Sutton | Asistencia: 4,452 espectadores Árbitro(s): Gary Sutton |

| 12 de noviembre de 2011 | East Thurrock United | 0 − 3   | Macclesfield Town                         | Rookery Hill, Corringham                                    |                                                             |
|                         |                      | Reporte | Tremarco 43' · Hamshaw 61' · Donnelly 65' | Asistencia: 1,207 espectadores Árbitro(s): Darren Sheldrake | Asistencia: 1,207 espectadores Árbitro(s): Darren Sheldrake |

| 12 de noviembre de 2011 | AFC Wimbledon | 0 − 0   | Scunthorpe United | Kingsmeadow, Londres                                       |                                                            |
|                         |               | Reporte |                   | Asistencia: 2,933 espectadores Árbitro(s): Dean Whitestone | Asistencia: 2,933 espectadores Árbitro(s): Dean Whitestone |

| 22 de noviembre de 2011 | Scunthorpe United | 0 − 1   | AFC Wimbledon | Glanford Park, Scunthorpe                                   |                                                             |
|                         |                   | Reporte | L. Moore 66'  | Asistencia: 2,036 espectadores Árbitro(s): Graham Salisbury | Asistencia: 2,036 espectadores Árbitro(s): Graham Salisbury |

| 12 de noviembre de 2011 | Salisbury City                             | 3 − 1   | Arlesey Town | Raymond McEnhill Stadium, Salisbury                      |                                                          |
|                         | Fitchett 12' · Read 55' (pen.) · Kelly 89' | Reporte | Sinclair 41' | Asistencia: 1,298 espectadores Árbitro(s): Wayne Barratt | Asistencia: 1,298 espectadores Árbitro(s): Wayne Barratt |

| 12 de noviembre de 2011 | Brentford   | 1 − 0   | Basingstoke Town | Griffin Park, Londres                                   |                                                         |
|                         | Saunders 9' | Reporte |                  | Asistencia: 3,553 espectadores Árbitro(s): Toma Masaaki | Asistencia: 3,553 espectadores Árbitro(s): Toma Masaaki |

| 12 de noviembre de 2011 | Maidenhead United | 1 − 1   | Aldershot Town | York Road, Maidenhead                                   |                                                         |
|                         | Thomas 7'         | Reporte | Rankine 78'    | Asistencia: 2,281 espectadores Árbitro(s): Andy Woolmer | Asistencia: 2,281 espectadores Árbitro(s): Andy Woolmer |

| 22 de noviembre de 2011} | Aldershot Town             | 2 − 0   | Maidenhead United | Recreation Ground, Aldershot                               |                                                            |
|                          | Rodman 15' · Guttridge 34' | Reporte |                   | Asistencia: 2,181 espectadores Árbitro(s): Dean Whitestone | Asistencia: 2,181 espectadores Árbitro(s): Dean Whitestone |

| 12 de noviembre de 2011 | Fleetwood Town          | 2 − 0   | Wycombe Wanderers | Highbury Stadium, Fleetwood                            |                                                        |
|                         | Mangan 25' · Varney 80' | Reporte |                   | Asistencia: 2,711 espectadores Árbitro(s): Andy Haines | Asistencia: 2,711 espectadores Árbitro(s): Andy Haines |

| 12 de noviembre de 2011 | Barrow         | 1 − 2   | Rotherham United       | Holker Street, Barrow-in-Furness                        |                                                         |
|                         | Rutherford 16' | Reporte | Grabban 82' 87' (pen.) | Asistencia: 3,030 espectadores Árbitro(s): James Adcock | Asistencia: 3,030 espectadores Árbitro(s): James Adcock |

| 12 de noviembre de 2011 | Southport  | 1 − 2   | Barnet                    | Haig Avenue, Southport                                   |                                                          |
|                         | Akrigg 71' | Reporte | Kamdjo 59' · Taylor 90+3' | Asistencia: 1,939 espectadores Árbitro(s): Andrew Madley | Asistencia: 1,939 espectadores Árbitro(s): Andrew Madley |

| 12 de noviembre de 2011 | Plymouth Argyle                        | 3 − 3   | Stourbridge                              | Home Park, Plymouth                                     |                                                         |
|                         | Feeney 4' · Fletcher 70' · Bhasera 88' | Reporte | Drake 37' · Rowe 53' · Gebbis 82' (pen.) | Asistencia: 6,173 espectadores Árbitro(s): Simon Hooper | Asistencia: 6,173 espectadores Árbitro(s): Simon Hooper |

| 22 de noviembre de 2011 | Stourbridge            | 2 − 0   | Plymouth Argyle | War Memorial Athletic Ground, Amblecote                    |                                                            |
|                         | McCone 52' · Evans 73' | Reporte |                 | Asistencia: 2,519 espectadores Árbitro(s): Scott Mathieson | Asistencia: 2,519 espectadores Árbitro(s): Scott Mathieson |

## Segunda fase
El sorteo fue realizado el 13 de noviembre de 2011 y los encuentros fueron programados para el 3 y 4 de diciembre.
Redbridge, del octavo nivel del fútbol inglés, fue el equipo menos "rankeado" que accedió a la segunda fase. Stuart Nelson del Notts County fue votado como el jugador de la ronda con el 43% de los votos.
| 3 de diciembre de 2011 | Salisbury City | 0 – 0   | Grimsby Town | Raymond McEnhill Stadium, Salisbury                    |                                                        |
|                        |                | Reporte |              | Asistencia: 2,161 espectadores Árbitro(s): Lee Collins | Asistencia: 2,161 espectadores Árbitro(s): Lee Collins |

| 13 de diciembre de 2011 | Grimsby Town    | 2 – 3   | Salisbury City                                    | Blundell Park, Cleethorpes                                  |                                                             |
|                         | Duffy 90+2' 92' | Reporte | Fitchett 46' · Dutton 100' · Anderson 113' (pen.) | Asistencia: 1,880 espectadores Árbitro(s): Geoff Eltringham | Asistencia: 1,880 espectadores Árbitro(s): Geoff Eltringham |

| 3 de diciembre de 2011 | Stourbridge | 0 – 3   | Stevenage                        | War Memorial Athletic Ground, Amblecote               |                                                       |
|                        |             | Reporte | Beardsley 65' 77' · Shroot 90+1' | Asistencia: 3,067 espectadores Árbitro(s): Gavin Ward | Asistencia: 3,067 espectadores Árbitro(s): Gavin Ward |

| 3 de diciembre de 2011 | Sheffield United                 | 3 – 2   | Torquay United          | Bramall Lane, Sheffield                                     |                                                             |
|                        | Ellis 68' (a.g.) · Evans 69' 78' | Reporte | Howe 3' · Stevens 90+4' | Asistencia: 10,105 espectadores Árbitro(s): Chris Sarginson | Asistencia: 10,105 espectadores Árbitro(s): Chris Sarginson |

| 3 de diciembre de 2011 | Colchester United | 0 – 1   | Swindon Town | Colchester Community Stadium, Colchester                  |                                                           |
|                        |                   | Reporte | Ritchie 59'  | Asistencia: 3,039 espectadores Árbitro(s): Michael Naylor | Asistencia: 3,039 espectadores Árbitro(s): Michael Naylor |

| 3 de diciembre de 2011 | Chelmsford City | 1 – 1   | Macclesfield Town | Melbourne Stadium, Chelmsford                           |                                                         |
|                        | Cornhill 35'    | Reporte | Diagne 64'        | Asistencia: 3,919 espectadores Árbitro(s): Mark Haywood | Asistencia: 3,919 espectadores Árbitro(s): Mark Haywood |

| 14 de diciembre de 2011 | Macclesfield Town | 1 – 0   | Chelmsford City | Moss Rose, Macclesfield                                    |                                                            |
|                         | Tremarco 26'      | Reporte |                 | Asistencia: 1,607 espectadores Árbitro(s): Darren Drysdale | Asistencia: 1,607 espectadores Árbitro(s): Darren Drysdale |

| 3 de diciembre de 2011 | Leyton Orient | 0 – 1   | Gillingham   | Brisbane Road, Londres                                |                                                       |
|                        |               | Reporte | Weston 45+1' | Asistencia: 3,763 espectadores Árbitro(s): Phil Gibbs | Asistencia: 3,763 espectadores Árbitro(s): Phil Gibbs |

| 3 de diciembre de 2011 | Crawley Town                                                  | 5 – 0   | Redbridge | Broadfield Stadium, Crawley                              |                                                          |
|                        | Tubbs 31' (pen.) 36' 79' (pen.) · Drury 83' · McFadzean 90+5' | Reporte |           | Asistencia: 2,494 espectadores Árbitro(s): Steve Rushton | Asistencia: 2,494 espectadores Árbitro(s): Steve Rushton |

| 3 de diciembre de 2011 | Luton Town       | 2 – 4   | Cheltenham Town                                    | Kenilworth Road, Luton                                   |                                                          |
|                        | O'Connor 40' 51' | Reporte | Duffy 2' · Pack 45' · Summerfield 64' · Penn 90+3' | Asistencia: 4,516 espectadores Árbitro(s): Colin Webster | Asistencia: 4,516 espectadores Árbitro(s): Colin Webster |

| 2 de diciembre de 2011 | Fleetwood Town                     | 2 – 2   | Yeovil Town              | Highbury Stadium, Fleetwood                             |                                                         |
|                        | Charnock 82' · Milligan 89' (pen.) | Reporte | Upson 32' · Clifford 49' | Asistencia: 3,319 espectadores Árbitro(s): Bobby Madley | Asistencia: 3,319 espectadores Árbitro(s): Bobby Madley |

| 13 de diciembre de 2011 | Yeovil Town | 0 – 2   | Fleetwood Town            | Huish Park, Yeovil                                      |                                                         |
|                         |             | Reporte | McGuire 28' · Vardy 90+1' | Asistencia: 3,276 espectadores Árbitro(s): James Adcock | Asistencia: 3,276 espectadores Árbitro(s): James Adcock |

| 3 de diciembre de 2011 | Brentford | 0 – 1   | Wrexham    | Griffin Park, Londres                                 |                                                       |
|                        |           | Reporte | Tolley 33' | Asistencia: 3,452 espectadores Árbitro(s): Roger East | Asistencia: 3,452 espectadores Árbitro(s): Roger East |

| 3 de diciembre de 2011 | Bradford City                                  | 3 – 1   | AFC Wimbledon | Valley Parade, Bradford                                 |                                                         |
|                        | Hannah 9' · Bush 14' (a.g.) · Fagan 70' (pen.) | Reporte | Midson 50'    | Asistencia: 3,432 espectadores Árbitro(s): Nigel Miller | Asistencia: 3,432 espectadores Árbitro(s): Nigel Miller |

| 3 de diciembre de 2011 | Shrewsbury Town              | 2 – 1   | Rotherham United   | New Meadow, Shrewsbury                                 |                                                        |
|                        | Sharps 48' · Wroe 83' (pen.) | Reporte | Grabban 42' (pen.) | Asistencia: 4,048 espectadores Árbitro(s): Lee Collins | Asistencia: 4,048 espectadores Árbitro(s): Lee Collins |

| 3 de diciembre de 2011 | Dagenham & Redbridge | 1 – 1   | Walsall    | Victoria Road, Londres                                    |                                                           |
|                        | Nurse 81'            | Reporte | Gnakpa 76' | Asistencia: 1,237 espectadores Árbitro(s): Darren Deadman | Asistencia: 1,237 espectadores Árbitro(s): Darren Deadman |

| 13 de diciembre de 2011 | Walsall                                         | 0 – 0 (2 - 3 p.)           | Dagenham & Redbridge              | Bescot Stadium, Walsall                                   |                                                           |
|                         |                                                 | Reporte                    |                                   | Asistencia: 1,802 espectadores Árbitro(s): Eddie Ilderton | Asistencia: 1,802 espectadores Árbitro(s): Eddie Ilderton |
|                         |                                                 | Tiros desde el punto penal |                                   |                                                           |                                                           |
|                         | Macken · Nicholls · Gnakpa · Bowerman · Beevers |                            | Spillane · Rose · Elito · Woodall |                                                           |                                                           |

| 3 de diciembre de 2011 | Barnet     | 1 – 3   | Milton Keynes Dons                      | Underhill Stadium, Londres                           |                                                      |
|                        | McLeod 87' | Reporte | Potter 39' · MacDonald 78' · Powell 88' | Asistencia: 2,608 espectadores Árbitro(s): Rob Lewis | Asistencia: 2,608 espectadores Árbitro(s): Rob Lewis |

| 3 de diciembre de 2011 | Gateshead  | 1 – 2   | Tamworth                    | Gateshead International Stadium, Gateshead              |                                                         |
|                        | Fisher 62' | Reporte | Francis 29' · Patterson 90' | Asistencia: 1,163 espectadores Árbitro(s): Paul Tierney | Asistencia: 1,163 espectadores Árbitro(s): Paul Tierney |

| 3 de diciembre de 2011 | Sheffield Wednesday | 1 – 0   | Aldershot Town | Hillsborough Stadium, Sheffield,                             |                                                              |
|                        | Lowe 49'            | Reporte |                | Asistencia: 10,162 espectadores Árbitro(s): Graham Salisbury | Asistencia: 10,162 espectadores Árbitro(s): Graham Salisbury |

| 3 de diciembre de 2011 | Southend United | 1 – 1   | Oldham Athletic | Roots Hall, Southend on Sea                           |                                                       |
|                        | Hall 67'        | Reporte | Wesolowski 39'  | Asistencia: 4,613 espectadores Árbitro(s): David Webb | Asistencia: 4,613 espectadores Árbitro(s): David Webb |

| 13 de diciembre de 2011 | Oldham Athletic | 1 – 0   | Southend United | Boundary Park, Oldham                                  |                                                        |
|                         | Taylor 58'      | Reporte |                 | Asistencia: 4,207 espectadores Árbitro(s): Gary Sutton | Asistencia: 4,207 espectadores Árbitro(s): Gary Sutton |

| 3 de diciembre de 2011 | Charlton Athletic          | 2 – 0   | Carlisle United | The Valley, Londres                                 |                                                     |
|                        | Morrison 64' · Euell 90+1' | Reporte |                 | Asistencia: 7,461 espectadores Árbitro(s): A Madley | Asistencia: 7,461 espectadores Árbitro(s): A Madley |

| 4 de diciembre de 2011 | AFC Totton    | 1 − 6   | Bristol Rovers                                                              | Testwood Stadium, Totton                           |                                                    |
|                        | Sherborne 71' | Reporte | Anyinsah 8' · Carayol 10' · Woodards 13' · Anthony 64' · Richards 72' 90+2' | Asistencia: 2,236 espectadores Árbitro(s): Woolmer | Asistencia: 2,236 espectadores Árbitro(s): Woolmer |

| 4 de diciembre de 2011 | Sutton United | 0 – 2   | Notts County        | Borough Sports Ground, Londres                    |                                                   |
|                        |               | Reporte | J. Hughes 35' 90+1' | Asistencia: 3,704 espectadores Árbitro(s): Pawson | Asistencia: 3,704 espectadores Árbitro(s): Pawson |

## Trentaidosavos de final
Los vencedores en sus respectivos encuentros por la segunda fase se enfrentaron a los 20 equipos que conforman la Barclays Premier League y los 24 clubes de la Football League Championship en la tercera ronda o trentaidosavos de final. El sorteo se realizó el 4 de diciembre de 2011 y los partidos se jugaron entre el 6 y 9 de enero de 2012. Como en las rondas previas, si se producía un empate en el primer partido, se jugaba un "replay". Salisbury City, del sexto nivel del fútbol inglés, fue el equipo de más baja división que llegó hasta los trentaidosavos de final.
Hatem Ben Arfa del Newcastle United fue elegido como el mejor jugador de esta fase con el 43% de los votos.
| 6 de enero de 2012 | Liverpool                                                                      | 5 – 1   | Oldham Athletic | Anfield, Liverpool                                         |                                                            |
|                    | Bellamy 30' · Gerrard 45+1' (pen.) · Shelvey 68' · Carroll 89' · Downing 90+5' | Reporte | Simpson 28'     | Asistencia: 44,556 espectadores Árbitro(s): Neil Swarbrick | Asistencia: 44,556 espectadores Árbitro(s): Neil Swarbrick |

| 7 de enero de 2012 | Birmingham City | 0 – 0   | Wolverhampton Wanderers | St Andrew's Stadium, Birmingham                       |                                                       |
|                    |                 | Reporte |                         | Asistencia: 14,594 espectadores Árbitro(s): Mike Dean | Asistencia: 14,594 espectadores Árbitro(s): Mike Dean |

| 7 de enero de 2012 | Dagenham & Redbridge | 0 - 0   | Millwall | Victoria Road, Londres                                      |                                                             |
|                    |                      | Reporte |          | Asistencia: 3,396 espectadores Árbitro(s): Graham Salisbury | Asistencia: 3,396 espectadores Árbitro(s): Graham Salisbury |

| 7 de enero de 2012 | Middlesbrough | 1 − 0   | Shrewsbury Town | Riverside Stadium, Middlesbrough                  |                                                   |
|                    | Emnes 40'     | Reporte |                 | Asistencia: 12,631 espectadores Árbitro(s): Bates | Asistencia: 12,631 espectadores Árbitro(s): Bates |

| 7 de enero de 2012 | Nottingham Forest | 0 − 0   | Leicester City | City Ground, Nottingham,                               |                                                        |
|                    |                   | Reporte |                | Asistencia: 18,477 espectadores Árbitro(s): Eltringham | Asistencia: 18,477 espectadores Árbitro(s): Eltringham |

| 7 de enero de 2012 | Crawley Town | 1 − 0   | Bristol City | Broadfield Stadium, Crawley                       |                                                   |
|                    | Tubbs 73'    | Reporte |              | Asistencia: 3,779 espectadores Árbitro(s): D'Urso | Asistencia: 3,779 espectadores Árbitro(s): D'Urso |

| 7 de enero de 2012 | Doncaster Rovers | 0 − 2   | Notts County             | Keepmoat Stadium, Doncaster                           |                                                       |
|                    |                  | Reporte | J. Hughes 37' 70' (pen.) | Asistencia: 9,535 espectadores Árbitro(s): Phil Gibbs | Asistencia: 9,535 espectadores Árbitro(s): Phil Gibbs |

| 7 de enero de 2012 | Tottenham Hotspur                             | 3 − 0   | Cheltenham Town | White Hart Lane, Londres                          |                                                   |
|                    | Defoe 24' · Pavlyuchenko 43' · Dos Santos 87' | Reporte |                 | Asistencia: 35,672 espectadores Árbitro(s): Mason | Asistencia: 35,672 espectadores Árbitro(s): Mason |

| 7 de enero de 2012 | Milton Keynes Dons | 1 − 1   | Queens Park Rangers | Stadium mk, Milton Keynes                          |                                                    |
|                    | Bowditch 65'       | Reporte | Helguson 89'        | Asistencia: 19,506 espectadores Árbitro(s): Oliver | Asistencia: 19,506 espectadores Árbitro(s): Oliver |

| 7 de enero de 2012 | Hull City                                | 3 − 1   | Ipswich Town | KC Stadium, Kingston upon Hull                     |                                                    |
|                    | McLean 27' · Cairney 32' · Stewart 90+4' | Reporte | Scotland 57' | Asistencia: 10,246 espectadores Árbitro(s): Pawson | Asistencia: 10,246 espectadores Árbitro(s): Pawson |

| 7 de enero de 2012 | Coventry City | 1 − 2   | Southampton                  | Ricoh Arena, Coventry                              |                                                    |
|                    | McSheffrey 5' | Reporte | Ward-Prowse 64' · Martin 82' | Asistencia: 9,000 espectadores Árbitro(s): Webster | Asistencia: 9,000 espectadores Árbitro(s): Webster |

| 7 de enero de 2012 | Brighton & Hove Albion | 1 − 1   | Wrexham        | Falmer Stadium, Falmer                              |                                                     |
|                    | Forster-Caskey 48'     | Reporte | Cieslewicz 62' | Asistencia: 18,573 espectadores Árbitro(s): Deadman | Asistencia: 18,573 espectadores Árbitro(s): Deadman |

| 7 de enero de 2012 | Fulham                               | 4 − 0   | Charlton Athletic | Craven Cottage, Londres                          |                                                  |
|                    | Dempsey 8' 61' 81' (pen.) · Duff 87' | Reporte |                   | Asistencia: 20,317 espectadores Árbitro(s): Dowd | Asistencia: 20,317 espectadores Árbitro(s): Dowd |

| 7 de enero de 2012 | Norwich City                                     | 4 − 1   | Burnley       | Carrow Road, Norwich                              |                                                   |
|                    | Holt 6' · Jackson 12' · Surman 14' · Morison 73' | Reporte | Rodriguez 15' | Asistencia: 22,898 espectadores Árbitro(s): Jones | Asistencia: 22,898 espectadores Árbitro(s): Jones |

| 7 de enero de 2012 | Derby County | 1 − 0   | Crystal Palace | Pride Park Stadium, Derby                            |                                                      |
|                    | Robinson 9'  | Reporte |                | Asistencia: 10,113 espectadores Árbitro(s): Drysdale | Asistencia: 10,113 espectadores Árbitro(s): Drysdale |

| 7 de enero de 2012 | Fleetwood Town | 1 − 5   | Blackpool                                       | Highbury Stadium, Fleetwood                           |                                                       |
|                    | Vardy 70'      | Reporte | LuaLua 24' · M. Phillips 47' 77' 81' · Ince 55' | Asistencia: 5,092 espectadores Árbitro(s): Whitestone | Asistencia: 5,092 espectadores Árbitro(s): Whitestone |

| 7 de enero de 2012 | Swindon Town             | 2 − 1   | Wigan Athletic | County Ground, Swindon                             |                                                    |
|                    | Connell 40' · Benson 76' | Reporte | McManaman 35'  | Asistencia: 13,238 espectadores Árbitro(s): Walton | Asistencia: 13,238 espectadores Árbitro(s): Walton |

| 7 de enero de 2012 | Barnsley        | 2 − 4   | Swansea City                           | Oakwell, Barnsley                                  |                                                    |
|                    | Vaz Tê 29', 65' | Reporte | Rangel 30' · Graham 46' 89' · Dyer 54' | Asistencia: 7,380 espectadores Árbitro(s): Attwell | Asistencia: 7,380 espectadores Árbitro(s): Attwell |

| 7 de enero de 2012 | Macclesfield Town      | 2 − 2   | Bolton Wanderers         | Moss Rose, Macclesfield                         |                                                 |
|                    | Daniel 16' · Mendy 68' | Reporte | Klasnić 7' · Wheater 77' | Asistencia: 5,757 espectadores Árbitro(s): Moss | Asistencia: 5,757 espectadores Árbitro(s): Moss |

| 7 de enero de 2012 | Newcastle United               | 2 − 1   | Blackburn Rovers | St James' Park, Newcastle upon Tyne                |                                                    |
|                    | Ben Arfa 70' · Gutiérrez 90+5' | Reporte | Goodwillie 35'   | Asistencia: 30,876 espectadores Árbitro(s): Friend | Asistencia: 30,876 espectadores Árbitro(s): Friend |

| 7 de enero de 2012 | Everton                         | 2 − 0   | Tamworth | Goodison Park, Liverpool                                  |                                                           |
|                    | Heitinga 5' · Baines 79' (pen.) | Reporte |          | Asistencia: 27,564 espectadores Árbitro(s): Robert Madley | Asistencia: 27,564 espectadores Árbitro(s): Robert Madley |

| 7 de enero de 2012 | Sheffield United                         | 3 − 1   | Salisbury City | Bramall Lane, Sheffield                                |                                                        |
|                    | Porter 18' · Evans 60' · Webb 72' (a.g.) | Reporte | Macklin 86'    | Asistencia: 10,488 espectadores Árbitro(s): David Webb | Asistencia: 10,488 espectadores Árbitro(s): David Webb |

| 7 de enero de 2012 | Gillingham  | 1 − 3   | Stoke City                          | Priestfield Stadium, Gillingham                   |                                                   |
|                    | Kedwell 16' | Reporte | Walters 34' · Jerome 43' · Huth 49' | Asistencia: 9,872 espectadores Árbitro(s): Halsey | Asistencia: 9,872 espectadores Árbitro(s): Halsey |

| 7 de enero de 2012 | Watford                                   | 4 − 2   | Bradford City         | Vicarage Road, Watford                          |                                                 |
|                    | Deeney 3' · Sordell 40' · Forsyth 56' 59' | Reporte | Hanson 8' · Wells 88' | Asistencia: 8,935 espectadores Árbitro(s): Ward | Asistencia: 8,935 espectadores Árbitro(s): Ward |

| 7 de enero de 2012 | West Bromwich Albion            | 4 − 2   | Cardiff City             | The Hawthorns, West Bromwich                        |                                                     |
|                    | Odemwingie 7' · Cox 33' 61' 90' | Reporte | Earnshaw 36' · Mason 50' | Asistencia: 12,454 espectadores Árbitro(s): Probert | Asistencia: 12,454 espectadores Árbitro(s): Probert |

| 7 de enero de 2012 | Reading | 0 − 1   | Stevenage   | Madejski Stadium, Reading,                         |                                                    |
|                    |         | Reporte | Charles 21' | Asistencia: 11,295 espectadores Árbitro(s): Miller | Asistencia: 11,295 espectadores Árbitro(s): Miller |

| 7 de enero de 2012 | Bristol Rovers | 1 − 3   | Aston Villa                                 | Memorial Stadium, Bristol                        |                                                  |
|                    | McGleish 90'   | Reporte | Albrighton 35' · Agbonlahor 64' · Clark 78' | Asistencia: 10,833 espectadores Árbitro(s): Webb | Asistencia: 10,833 espectadores Árbitro(s): Webb |

| 8 de enero de 2012 | Manchester City          | 2 – 3   | Manchester United            | City of Manchester Stadium, Manchester          |                                                 |
|                    | Kolarov 48' · Agüero 65' | Reporte | Rooney 10' 40' · Welbeck 30' | Asistencia: 47,805 espectadores Árbitro(s): Foy | Asistencia: 47,805 espectadores Árbitro(s): Foy |

| 8 de enero de 2012 | Chelsea                                    | 4 - 0   | Portsmouth | Stamford Bridge, Londres                           |                                                    |
|                    | Mata 48' · Ramires 85' 87' · Lampard 90+3' | Reporte |            | Asistencia: 41,529 espectadores Árbitro(s): Taylor | Asistencia: 41,529 espectadores Árbitro(s): Taylor |

|  | Sheffield Wednesday | 1 - 0   | West Ham United | Hillsborough Stadium, Sheffield                    |                                                    |
|  | O'Grady 88'         | Reporte |                 | Asistencia: 17,916 espectadores Árbitro(s): Stroud | Asistencia: 17,916 espectadores Árbitro(s): Stroud |

| 8 de enero de 2012 | Peterborough United | 0 - 2   | Sunderland                | London Road Stadium, Peterborough                   |                                                     |
|                    |                     | Reporte | Larsson 48' · McClean 58' | Asistencia: 8,954 espectadores Árbitro(s): Atkinson | Asistencia: 8,954 espectadores Árbitro(s): Atkinson |

| 9 de enero de 2012 | Arsenal   | 1 - 0   | Leeds United | Emirates Stadium, Londres                               |                                                         |
|                    | Henry 78' | Reporte |              | Asistencia: 59,615 espectadores Árbitro(s): Clattenburg | Asistencia: 59,615 espectadores Árbitro(s): Clattenburg |

Replays
| 17 de enero de 2012 | Millwall                                   | 5 - 0   | Dagenham & Redbridge | The Den, Londres                                     |                                                      |
|                     | Henderson 7' 59' 63' (pen.) · Kane 41' 65' | Reporte |                      | Asistencia: 3,751 espectadores Árbitro(s): Mathieson | Asistencia: 3,751 espectadores Árbitro(s): Mathieson |

| 17 de enero de 2012 | Queens Park Rangers | 1 - 0   | Milton Keynes Dons | Loftus Road, Londres                             |                                                  |
|                     | Gabbidon 73'        | Reporte |                    | Asistencia: 10,855 espectadores Árbitro(s): Dowd | Asistencia: 10,855 espectadores Árbitro(s): Dowd |

| 17 de enero de 2012 | Bolton Wanderers       | 2 - 0   | Macclesfield Town | Reebok Stadium, Bolton                            |                                                   |
|                     | Davies 1' · Petrov 26' | Reporte |                   | Asistencia: 9,466 espectadores Árbitro(s): Oliver | Asistencia: 9,466 espectadores Árbitro(s): Oliver |

| 17 de enero de 2012 | Leicester City                           | 4 - 0   | Nottingham Forest | King Power Stadium, Leicester                      |                                                    |
|                     | Boateng 7' (a.g.) · Beckford 30' 50' 57' | Reporte |                   | Asistencia: 16,210 espectadores Árbitro(s): Pawson | Asistencia: 16,210 espectadores Árbitro(s): Pawson |

| 18 de enero de 2012 | Wolverhampton Wanderers | 0 - 1   | Birmingham City | Molineux Stadium, Wolverhampton                         |                                                         |
|                     |                         | Reporte | Elliott 74'     | Asistencia: 10,513 espectadores Árbitro(s): Howard Webb | Asistencia: 10,513 espectadores Árbitro(s): Howard Webb |

| 18 de enero de 2012 | Wrexham                                            | 1 - 1 (4 - 5 p.)           | Brighton & Hove Albion                                 | Racecourse Ground, Wrexham                         |                                                    |
|                     | Morrell 23'                                        | Reporte                    | Barnes 77'                                             | Asistencia: 8,316 espectadores Árbitro(s): Webster | Asistencia: 8,316 espectadores Árbitro(s): Webster |
|                     |                                                    | Tiros desde el punto penal |                                                        |                                                    |                                                    |
|                     | Dean Keates · Clarke · Hunt · Neil Ashton · Little |                            | Barnes · Sparrow · Bridcutt · Calderón · Mackail-Smith |                                                    |                                                    |

## Dieciseisavos de final
Los vencedores de los encuentros correspondientes a los trentaidosavos de final entraron a esta fase. El sorteo se produjo el 8 de enero de 2012 y los partidos fueron programados para el 27, 28 y 29 de enero de 2012. Crawley Town y Swindon Town, provenientes de la tercera división, fueron los equipos sorpresa en esta ronda.
Will Buckley del Brighton & Hove Albion fue elegido como el jugador de la ronda con el 44% de los votos del público en la sección oficial de la competición en Thefa.com.
| 27 de enero de 2012 | Watford | 0 - 1   | Tottenham Hotspur | Vicarage Road, Watford                                |                                                       |
|                     |         | Reporte | Van der Vaart 42' | Asistencia: 15,384 espectadores Árbitro(s): Chris Foy | Asistencia: 15,384 espectadores Árbitro(s): Chris Foy |

| 27 de enero de 2012 | Everton                          | 2 - 1   | Fulham            | Goodison Park, Liverpool                                |                                                         |
|                     | Stracqualursi 27' · Fellaini 73' | Reporte | Murphy 14' (pen.) | Asistencia: 25,300 espectadores Árbitro(s): Howard Webb | Asistencia: 25,300 espectadores Árbitro(s): Howard Webb |

| 28 de enero de 2012 | Brighton & Hove Albion | 1 - 0   | Newcastle United | Falmer Stadium, Falmer                                  |                                                         |
|                     | Williamson 76' (a.g.)  | Reporte |                  | Asistencia: 21,588 espectadores Árbitro(s): Lee Probert | Asistencia: 21,588 espectadores Árbitro(s): Lee Probert |

| 28 de enero de 2012 | Millwall      | 1 - 1   | Southampton | The Den, Londres                                      |                                                       |
|                     | Henderson 86' | Reporte | Lambert 30' | Asistencia: 8,278 espectadores Árbitro(s): Roger East | Asistencia: 8,278 espectadores Árbitro(s): Roger East |

| 28 de enero de 2012 | Hull City | 0 - 1   | Crawley Town | KC Stadium, Kingston upon Hull                             |                                                            |
|                     |           | Reporte | Tubbs 57'    | Asistencia: 14,473 espectadores Árbitro(s): Stuart Attwell | Asistencia: 14,473 espectadores Árbitro(s): Stuart Attwell |

| 28 de enero de 2012 | Queens Park Rangers | 0 - 1   | Chelsea         | Loftus Road, Londres                                  |                                                       |
|                     |                     | Reporte | Mata 62' (pen.) | Asistencia: 15,728 espectadores Árbitro(s): Mike Dean | Asistencia: 15,728 espectadores Árbitro(s): Mike Dean |

| 28 de enero de 2012 | West Bromwich Albion | 1 - 2   | Norwich City           | The Hawthorns, West Bromwich                               |                                                            |
|                     | Fortuné 54'          | Reporte | Holt 35' · Jackson 85' | Asistencia: 17,434 espectadores Árbitro(s): Michael Oliver | Asistencia: 17,434 espectadores Árbitro(s): Michael Oliver |

| 28 de enero de 2012 | Blackpool                | 1 - 1   | Sheffield Wednesday | Bloomfield Road, Blackpool                                 |                                                            |
|                     | K. Phillips 90+3' (pen.) | Reporte | Morrison 51'        | Asistencia: 14,042 espectadores Árbitro(s): Darren Deadman | Asistencia: 14,042 espectadores Árbitro(s): Darren Deadman |

| 28 de enero de 2012 | Stevenage          | 1 - 0   | Notts County | Broadhall Way, Stevenage                                  |                                                           |
|                     | Stewart 12' (a.g.) | Reporte |              | Asistencia: 4,439 espectadores Árbitro(s): Neil Swarbrick | Asistencia: 4,439 espectadores Árbitro(s): Neil Swarbrick |

| 28 de enero de 2012 | Liverpool            | 2 - 1   | Manchester United | Anfield, Liverpool                                      |                                                         |
|                     | Agger 21' · Kuyt 88' | Reporte | Park 39'          | Asistencia: 43,952 espectadores Árbitro(s): Mark Halsey | Asistencia: 43,952 espectadores Árbitro(s): Mark Halsey |

| 28 de enero de 2012 | Derby County | 0 - 2   | Stoke City           | Pride Park Stadium, Derby                                    |                                                              |
|                     |              | Reporte | Jerome 5' · Huth 81' | Asistencia: 22,247 espectadores Árbitro(s): Mark Clattenburg | Asistencia: 22,247 espectadores Árbitro(s): Mark Clattenburg |

| 28 de enero de 2012 | Bolton Wanderers           | 2 - 1   | Swansea City | Reebok Stadium, Bolton                                     |                                                            |
|                     | Pratley 45+2' · Eagles 56' | Reporte | Moore 43'    | Asistencia: 11,597 espectadores Árbitro(s): Anthony Taylor | Asistencia: 11,597 espectadores Árbitro(s): Anthony Taylor |

| 28 de enero de 2012 | Sheffield United | 0 - 4   | Birmingham City                            | Bramall Lane, Sheffield                               |                                                       |
|                     |                  | Reporte | Redmond 18' · Rooney 38' 78' · Elliott 58' | Asistencia: 18,072 espectadores Árbitro(s): Lee Mason | Asistencia: 18,072 espectadores Árbitro(s): Lee Mason |

| 28 de enero de 2012 | Leicester City  | 2 - 0   | Swindon Town | King Power Stadium, Leicester                               |                                                             |
|                     | Beckford 5' 53' | Reporte |              | Asistencia: 19,942 espectadores Árbitro(s): Darren Drysdale | Asistencia: 19,942 espectadores Árbitro(s): Darren Drysdale |

| 29 de enero de 2012 | Sunderland   | 1 - 1   | Middlesbrough | Stadium of Light, Sunderland                             |                                                          |
|                     | Campbell 59' | Reporte | Robson 15'    | Asistencia: 33,275 espectadores Árbitro(s): Kevin Friend | Asistencia: 33,275 espectadores Árbitro(s): Kevin Friend |

| 29 de enero de 2012 | Arsenal                                        | 3 - 2   | Aston Villa          | Emirates Stadium, Londres                              |                                                        |
|                     | Van Persie 54' (pen.) 61' (pen.) · Walcott 57' | Reporte | Dunne 33' Bent 45+1' | Asistencia: 57,431 espectadores Árbitro(s): Mike Jones | Asistencia: 57,431 espectadores Árbitro(s): Mike Jones |

Replays
| 7 de febrero de 2012 | Southampton               | 2 - 3   | Millwall                                   | St Mary's Stadium, Southampton                             |                                                            |
|                      | Lallana 35' · Lambert 77' | Reporte | Trotter 17' · N'Guessan 79' · Feeney 90+2' | Asistencia: 8,493 espectadores Árbitro(s): Dean Whitestone | Asistencia: 8,493 espectadores Árbitro(s): Dean Whitestone |

| 7 de febrero de 2012 | Sheffield Wednesday | 0 - 3   | Blackpool                                | Hillsborough Stadium, Sheffield                         |                                                         |
|                      |                     | Reporte | Phillips 7' · LuaLua 14' · Sylvestre 54' | Asistencia: 10,274 espectadores Árbitro(s): Andy D'Urso | Asistencia: 10,274 espectadores Árbitro(s): Andy D'Urso |

| 8 de febrero de 2012 | Middlesbrough  | 1 - 2   | Sunderland                   | Riverside Stadium, Middlesbrough                           |                                                            |
|                      | Jutkiewicz 57' | Reporte | Colback 42' · Sessegnon 113' | Asistencia: 26,707 espectadores Árbitro(s): Anthony Taylor | Asistencia: 26,707 espectadores Árbitro(s): Anthony Taylor |

## Fase final (a partir de octavos)
|  | Octavos de final                          | Octavos de final                          | Octavos de final                          |           |     | Cuartos de final                     | Cuartos de final                     | Cuartos de final                     |  |  | Semifinales                                  | Semifinales                                  | Semifinales                                  |  |  | Final                                 | Final                                 | Final                                 |
|  | 18 y 19 de febrero Replays 6 y 7 de marzo | 18 y 19 de febrero Replays 6 y 7 de marzo | 18 y 19 de febrero Replays 6 y 7 de marzo |           |     | 17 y 18 de marzo Replays 27 de marzo | 17 y 18 de marzo Replays 27 de marzo | 17 y 18 de marzo Replays 27 de marzo |  |  | 14 y 15 de abril Estadio de Wembley, Londres | 14 y 15 de abril Estadio de Wembley, Londres | 14 y 15 de abril Estadio de Wembley, Londres |  |  | 5 de mayo Estadio de Wembley, Londres | 5 de mayo Estadio de Wembley, Londres | 5 de mayo Estadio de Wembley, Londres |
|  |                                           |                                           |                                           |           |     |                                      |                                      |                                      |  |  |                                              |                                              |                                              |  |  |                                       |                                       |                                       |
|  |                                           |                                           |                                           |           |     |                                      |                                      |                                      |  |  |                                              |                                              |                                              |  |  |                                       |                                       |                                       |
|  |                                           |                                           |                                           |           |     |                                      |                                      |                                      |  |  |                                              |                                              |                                              |  |  |                                       |                                       |                                       |
|  | Liverpool                                 | 6                                         | -                                         |           |     |                                      |                                      |                                      |  |  |                                              |                                              |                                              |  |  |                                       |                                       |                                       |
|  | Liverpool                                 | 6                                         | -                                         |           |     |                                      |                                      |                                      |  |  |                                              |                                              |                                              |  |  |                                       |                                       |                                       |
|  | Brighton & Hove Albion                    | 1                                         | -                                         |           |     |                                      |                                      |                                      |  |  |                                              |                                              |                                              |  |  |                                       |                                       |                                       |
|  | Brighton & Hove Albion                    | 1                                         | -                                         | Liverpool | 2   | -                                    |                                      |                                      |  |  |                                              |                                              |                                              |  |  |                                       |                                       |                                       |
|  |                                           |                                           |                                           |           | 2   | -                                    |                                      |                                      |  |  |                                              |                                              |                                              |  |  |                                       |                                       |                                       |
|  |                                           | Stoke City                                | 1                                         | -         |     |                                      |                                      |                                      |  |  |                                              |                                              |                                              |  |  |                                       |                                       |                                       |
|  | Crawley Town                              | Stoke City                                | 1                                         | -         | 0   | -                                    |                                      |                                      |  |  |                                              |                                              |                                              |  |  |                                       |                                       |                                       |
|  | Crawley Town                              |                                           |                                           |           | 0   | -                                    |                                      |                                      |  |  |                                              |                                              |                                              |  |  |                                       |                                       |                                       |
|  | Stoke City                                | 2                                         | -                                         |           |     |                                      |                                      |                                      |  |  |                                              |                                              |                                              |  |  |                                       |                                       |                                       |
|  | Stoke City                                | 2                                         | -                                         | Liverpool | 2   |                                      |                                      |                                      |  |  |                                              |                                              |                                              |  |  |                                       |                                       |                                       |
|  |                                           |                                           |                                           |           | 2   |                                      |                                      |                                      |  |  |                                              |                                              |                                              |  |  |                                       |                                       |                                       |
|  |                                           | Everton                                   | 1                                         |           |     |                                      |                                      |                                      |  |  |                                              |                                              |                                              |  |  |                                       |                                       |                                       |
|  | Everton                                   | Everton                                   | 1                                         | 2         | -   |                                      |                                      |                                      |  |  |                                              |                                              |                                              |  |  |                                       |                                       |                                       |
|  | Everton                                   |                                           |                                           |           | -   |                                      |                                      |                                      |  |  |                                              |                                              |                                              |  |  |                                       |                                       |                                       |
|  | Blackpool                                 | 0                                         | -                                         |           |     |                                      |                                      |                                      |  |  |                                              |                                              |                                              |  |  |                                       |                                       |                                       |
|  | Blackpool                                 | 0                                         | -                                         | Everton   | 1   | 2                                    |                                      |                                      |  |  |                                              |                                              |                                              |  |  |                                       |                                       |                                       |
|  |                                           |                                           |                                           |           | 1   | 2                                    |                                      |                                      |  |  |                                              |                                              |                                              |  |  |                                       |                                       |                                       |
|  |                                           | Sunderland                                | 1                                         | 0         |     |                                      |                                      |                                      |  |  |                                              |                                              |                                              |  |  |                                       |                                       |                                       |
|  | Sunderland                                | Sunderland                                | 1                                         | 0         | 2   | -                                    |                                      |                                      |  |  |                                              |                                              |                                              |  |  |                                       |                                       |                                       |
|  | Sunderland                                |                                           |                                           |           | 2   | -                                    |                                      |                                      |  |  |                                              |                                              |                                              |  |  |                                       |                                       |                                       |
|  | Arsenal                                   | 0                                         | -                                         |           |     |                                      |                                      |                                      |  |  |                                              |                                              |                                              |  |  |                                       |                                       |                                       |
|  | Arsenal                                   | 0                                         | -                                         | Liverpool | 1   |                                      |                                      |                                      |  |  |                                              |                                              |                                              |  |  |                                       |                                       |                                       |
|  |                                           |                                           |                                           |           | 1   |                                      |                                      |                                      |  |  |                                              |                                              |                                              |  |  |                                       |                                       |                                       |
|  |                                           | Chelsea                                   | 2                                         |           |     |                                      |                                      |                                      |  |  |                                              |                                              |                                              |  |  |                                       |                                       |                                       |
|  | Stevenage                                 | Chelsea                                   | 2                                         | 0         | 1   |                                      |                                      |                                      |  |  |                                              |                                              |                                              |  |  |                                       |                                       |                                       |
|  | Stevenage                                 |                                           |                                           |           | 1   |                                      |                                      |                                      |  |  |                                              |                                              |                                              |  |  |                                       |                                       |                                       |
|  | Tottenham                                 | 0                                         | 3                                         |           |     |                                      |                                      |                                      |  |  |                                              |                                              |                                              |  |  |                                       |                                       |                                       |
|  | Tottenham                                 | 0                                         | 3                                         | Tottenham | 1 * | 3                                    |                                      |                                      |  |  |                                              |                                              |                                              |  |  |                                       |                                       |                                       |
|  |                                           |                                           |                                           |           | 1 * | 3                                    |                                      |                                      |  |  |                                              |                                              |                                              |  |  |                                       |                                       |                                       |
|  |                                           | Bolton                                    | 1 *                                       | 1         |     |                                      |                                      |                                      |  |  |                                              |                                              |                                              |  |  |                                       |                                       |                                       |
|  | Millwall                                  | Bolton                                    | 1 *                                       | 1         | 0   | -                                    |                                      |                                      |  |  |                                              |                                              |                                              |  |  |                                       |                                       |                                       |
|  | Millwall                                  |                                           |                                           |           | 0   | -                                    |                                      |                                      |  |  |                                              |                                              |                                              |  |  |                                       |                                       |                                       |
|  | Bolton                                    | 2                                         | -                                         |           |     |                                      |                                      |                                      |  |  |                                              |                                              |                                              |  |  |                                       |                                       |                                       |
|  | Bolton                                    | 2                                         | -                                         | Tottenham | 1   |                                      |                                      |                                      |  |  |                                              |                                              |                                              |  |  |                                       |                                       |                                       |
|  |                                           |                                           |                                           |           | 1   |                                      |                                      |                                      |  |  |                                              |                                              |                                              |  |  |                                       |                                       |                                       |
|  |                                           | Chelsea                                   | 5                                         |           |     |                                      |                                      |                                      |  |  |                                              |                                              |                                              |  |  |                                       |                                       |                                       |
|  | Chelsea                                   | Chelsea                                   | 5                                         | 1         | 2   |                                      |                                      |                                      |  |  |                                              |                                              |                                              |  |  |                                       |                                       |                                       |
|  | Chelsea                                   |                                           |                                           |           | 2   |                                      |                                      |                                      |  |  |                                              |                                              |                                              |  |  |                                       |                                       |                                       |
|  | Birmingham City                           | 1                                         | 0                                         |           |     |                                      |                                      |                                      |  |  |                                              |                                              |                                              |  |  |                                       |                                       |                                       |
|  | Birmingham City                           | 1                                         | 0                                         | Chelsea   | 5   | -                                    |                                      |                                      |  |  |                                              |                                              |                                              |  |  |                                       |                                       |                                       |
|  |                                           |                                           |                                           |           | 5   | -                                    |                                      |                                      |  |  |                                              |                                              |                                              |  |  |                                       |                                       |                                       |
|  |                                           | Leicester City                            | 2                                         | -         |     |                                      |                                      |                                      |  |  |                                              |                                              |                                              |  |  |                                       |                                       |                                       |
|  | Norwich City                              | Leicester City                            | 2                                         | -         | 1   | -                                    |                                      |                                      |  |  |                                              |                                              |                                              |  |  |                                       |                                       |                                       |
|  | Norwich City                              |                                           |                                           |           | 1   | -                                    |                                      |                                      |  |  |                                              |                                              |                                              |  |  |                                       |                                       |                                       |
|  | Leicester City                            | 2                                         | -                                         |           |     |                                      |                                      |                                      |  |  |                                              |                                              |                                              |  |  |                                       |                                       |                                       |

* El encuentro fue suspendido debido al desmayo súbito en pleno partido de Fabrice Muamba, de Bolton.

## Octavos de final
El sorteo para determinar las llaves se llevó a cabo el 29 de enero de 2012 y los encuentros se jugaron el 18 y 19 de febrero. Crawley Town del cuarto nivel del sistema de fútbol inglés, fue el equipo de menor división que llegó hasta los octavos de final o quinta ronda. Kieran Richardson, del Sunderland, se llevó el premio al mejor jugador de la ronda con el 60% de los votos.
| 18 de febrero de 2012 | Chelsea       | 1 - 1   | Birmingham City | Stamford Bridge, Londres                                    |                                                             |
|                       | Sturridge 62' | Reporte | Murphy 20'      | Asistencia: 36.870 espectadores Árbitro(s): Martin Atkinson | Asistencia: 36.870 espectadores Árbitro(s): Martin Atkinson |

| 18 de febrero de 2012 | Everton                       | 2 - 0   | Blackpool | Goodison Park, Liverpool                                   |                                                            |
|                       | Drenthe 1' · Stracqualursi 6' | Reporte |           | Asistencia: 38.347 espectadores Árbitro(s): Michael Oliver | Asistencia: 38.347 espectadores Árbitro(s): Michael Oliver |

| 18 de febrero de 2012 | Norwich City | 1 - 2   | Leicester City            | Carrow Road, Norwich                                  |                                                       |
|                       | Hoolahan 23' | Reporte | St Ledger 5' · Nugent 71' | Asistencia: 26.658 espectadores Árbitro(s): Mike Dean | Asistencia: 26.658 espectadores Árbitro(s): Mike Dean |

| 18 de febrero de 2012 | Millwall | 0 - 2   | Bolton Wanderers        | The Den, Londres                                         |                                                          |
|                       |          | Reporte | Miyaichi 4' · N'Gog 59' | Asistencia: 11.134 espectadores Árbitro(s): Kevin Friend | Asistencia: 11.134 espectadores Árbitro(s): Kevin Friend |

| 18 de febrero de 2012 | Sunderland                              | 2 - 0   | Arsenal | Stadium of Light, Sunderland                            |                                                         |
|                       | Richardson 40' · Chamberlain 78' (a.g.) | Reporte |         | Asistencia: 26.042 espectadores Árbitro(s): Howard Webb | Asistencia: 26.042 espectadores Árbitro(s): Howard Webb |

| 19 de febrero de 2012 | Crawley Town | 0 - 2   | Stoke City                      | Broadfield Stadium, Crawley                           |                                                       |
|                       |              | Reporte | Walters 42' (pen.) · Crouch 52' | Asistencia: 4.214 espectadores Árbitro(s): Mike Jones | Asistencia: 4.214 espectadores Árbitro(s): Mike Jones |

| 19 de febrero de 2012 | Stevenage | 0 - 0   | Tottenham Hotspur | Broadhall Way, Stevenage                             |                                                      |
|                       |           | Reporte |                   | Asistencia: 6.332 espectadores Árbitro(s): Phil Dowd | Asistencia: 6.332 espectadores Árbitro(s): Phil Dowd |

| 19 de febrero de 2012 | Liverpool                                                                               | 6 - 1   | Brighton & Hove Albion | Anfield, Liverpool                                         |                                                            |
|                       | Skrtel 5' · Bridcutt 44' (a.g.) 71' (a.g.) · Carroll 57' · Dunk 75' (a.g.) · Suárez 84' | Reporte | LuaLua 17'             | Asistencia: 43.940 espectadores Árbitro(s): Andre Marriner | Asistencia: 43.940 espectadores Árbitro(s): Andre Marriner |

Replays
| 6 de marzo de 2012 | Birmingham City | 0 - 2   | Chelsea                 | St Andrew's Stadium, Birmingham                            |                                                            |
|                    |                 | Reporte | Mata 54' · Meireles 60' | Asistencia: 21.182 espectadores Árbitro(s): Anthony Taylor | Asistencia: 21.182 espectadores Árbitro(s): Anthony Taylor |

| 7 de marzo de 2012 | Tottenham Hotspur                   | 3 - 1   | Stevenage       | White Hart Lane, Londres                                   |                                                            |
|                    | Defoe 26' 75' · Adebayor 55' (pen.) | Reporte | Byrom 4' (pen.) | Asistencia: 35.757 espectadores Árbitro(s): Michael Oliver | Asistencia: 35.757 espectadores Árbitro(s): Michael Oliver |

## Cuartos de final
El sorteo para determinar los enfrentamientos de cuartos de final se dio el 19 de febrero de 2012 (15:50 GMT), poco después del partido entre Tottenham y Stevenage. Los partidos fueron programados para el 17 y 18 de marzo. Leicester City de la Football League Championship (segundo nivel del fútbol inglés) fue el equipo de más baja división que llegó a estas instancias.
Nikica Jelavic del Everton, fue elegido como el jugador de la ronda con el 63% de los votos.
| 17 de marzo de 2012 | Everton    | 1 - 1   | Sunderland   | Goodison Park, Liverpool                                   |                                                            |
|                     | Cahill 24' | Reporte | Bardsley 12' | Asistencia: 38.875 espectadores Árbitro(s): Andre Marriner | Asistencia: 38.875 espectadores Árbitro(s): Andre Marriner |

| 17 de marzo de 2012 | Tottenham Hotspur | 1 - 1 Suspendido* | Bolton Wanderers | White Hart Lane, Londres                                |                                                         |
|                     | Walker 12'        | Reporte           | Bale 6' (a.g.)   | Asistencia: 34.541 espectadores Árbitro(s): Howard Webb | Asistencia: 34.541 espectadores Árbitro(s): Howard Webb |

| 27 de marzo de 2012 | Tottenham Hotspur                | 3 - 1 Reanudación* | Bolton Wanderers | White Hart Lane, Londres                                |                                                         |
|                     | Nelsen 74' · Bale 77' · Saha 90' | Reporte            | Davies 90'       | Asistencia: 30.718 espectadores Árbitro(s): Howard Webb | Asistencia: 30.718 espectadores Árbitro(s): Howard Webb |

| 18 de marzo de 2012 | Chelsea                                                | 5 - 2   | Leicester City              | Stamford Bridge, Londres                                |                                                         |
|                     | Cahill 12' · Kalou 17' · Torres 67' 85' · Meireles 90' | Reporte | Beckford 77' · Marshall 88' | Asistencia: 38.276 espectadores Árbitro(s): Lee Probert | Asistencia: 38.276 espectadores Árbitro(s): Lee Probert |

| 18 de marzo de 2012 | Liverpool                | 2 - 1   | Stoke City | Anfield, Liverpool                                       |                                                          |
|                     | Suárez 23' · Downing 57' | Reporte | Crouch 26' | Asistencia: 43.962 espectadores Árbitro(s): Kevin Friend | Asistencia: 43.962 espectadores Árbitro(s): Kevin Friend |

Replays
| 27 de marzo de 2012 | Sunderland | 0 - 2   | Everton                          | Stadium of Light, Sunderland                            |                                                         |
|                     |            | Reporte | Jelavic 24' · Vaughan 57' (a.g.) | Asistencia: 43.140 espectadores Árbitro(s): Lee Probert | Asistencia: 43.140 espectadores Árbitro(s): Lee Probert |

* El partido fue suspendido a los 41 minutos luego del súbito desmayo de Fabrice Muamba, del conjunto visitante. El congoleño fue llevado al hospital que lo declaró en estado crítico.

## Semifinales
Los encuentros se disputaron el 14 y 15 de abril. Los cuatro conjuntos que llegaron a esta instancia formaban parte de la Premier League. Ambas semifinales se jugaron el Estadio de Wembley, como se ha ido haciendo desde su inauguración. Liverpool venció a Everton en el Derbi de Merseyside mientras que Chelsea se impuso sobre Tottenham en uno de los Derbis de Londres.
Con el 39% de los votos, el atacante del Chelsea Didier Drogba fue elegido el jugador de la ronda por su desempeño ante Tottenham.
| 14 de abril de 2012 | Liverpool                | 2 - 1   | Everton     | Estadio de Wembley, Londres                             |                                                         |
|                     | Suárez 62' · Carroll 87' | Reporte | Jelavic 24' | Asistencia: 87.231 espectadores Árbitro(s): Howard Webb | Asistencia: 87.231 espectadores Árbitro(s): Howard Webb |

| 15 de abril de 2012 | Tottenham Hotspur | 1 - 5   | Chelsea                                                           | Estadio de Wembley, Londres                                 |                                                             |
|                     | Bale 56'          | Reporte | Drogba 43' · Mata 49' · Ramires 77' · Lampard 81' · Malouda 90+3' | Asistencia: 85.731 espectadores Árbitro(s): Martin Atkinson | Asistencia: 85.731 espectadores Árbitro(s): Martin Atkinson |

## Final
La final de la FA Cup 2011/12 se disputó el 5 de mayo de 2012 en el Estadio de Wembley. El español Juan Mata del conjunto campeón fue elegido como el jugador de la final.
| 5 de mayo de 2012 | Chelsea                  | 2 - 1   | Liverpool   | Estadio de Wembley, Londres                           |                                                       |
|                   | Ramires 11' · Drogba 52' | Reporte | Carroll 64' | Asistencia: 89.102 espectadores Árbitro(s): Phil Dowd | Asistencia: 89.102 espectadores Árbitro(s): Phil Dowd |

| 1          | POR        | Petr Čech          |     |
| 17         | DEF        | José Bosingwa      |     |
| 2          | DEF        | Branislav Ivanović |     |
| 26         | DEF        | John Terry         |     |
| 3          | DEF        | Ashley Cole        |     |
| 12         | MED        | John Obi Mikel     |     |
| 8          | MED        | Frank Lampard      |     |
| 7          | MED        | Ramires            | 75' |
| 10         | MED        | Juan Mata          | 90' |
| 21         | DEL        | Salomon Kalou      |     |
| 11         | DEL        | Didier Drogba      |     |
| Entrenador | Entrenador | Roberto Di Matteo  |     |

| 25         | POR        | Pepe Reina       |     |
| 2          | DEF        | Glen Johnson     |     |
| 37         | DEF        | Martin Škrtel    |     |
| 5          | DEF        | Daniel Agger     |     |
| 3          | DEF        | José Enrique     |     |
| 14         | MED        | Jordan Henderson |     |
| 20         | MED        | Jay Spearing     | 54' |
| 39         | MED        | Craig Bellamy    | 76' |
| 8          | MED        | Steven Gerrard   |     |
| 19         | MED        | Stewart Downing  |     |
| 7          | DEL        | Luis Suárez      |     |
| Entrenador | Entrenador | Kenny Dalglish   |     |

| 16 | MED | Raul Meireles   | 75' |
| 15 | MED | Florent Malouda | 90' |

| 9  | DEL | Andy Carroll | 54' |
| 18 | DEL | Dirk Kuyt    | 76' |

| Anotado | 11' | Ramires       | 1–0 |
| Anotado | 52' | Didier Drogba | 2–0 |

| Anotado | 64' | Andy Carroll | 2–1 |

| Amonestado | 36' | John Obi Mikel |

| Amonestado | 44' | Daniel Agger |
| Amonestado | 81' | Luis Suárez  |

| Árbitro             | Phil Dowd      |
| Árbitros asistentes | Stuart Burt    |
| Árbitros asistentes | Andrew Garratt |
| Cuarto árbitro      | Mike Jones     |

| 1          | POR        | Petr Čech          |     |
| 17         | DEF        | José Bosingwa      |     |
| 2          | DEF        | Branislav Ivanović |     |
| 26         | DEF        | John Terry         |     |
| 3          | DEF        | Ashley Cole        |     |
| 12         | MED        | John Obi Mikel     |     |
| 8          | MED        | Frank Lampard      |     |
| 7          | MED        | Ramires            | 75' |
| 10         | MED        | Juan Mata          | 90' |
| 21         | DEL        | Salomon Kalou      |     |
| 11         | DEL        | Didier Drogba      |     |
| Entrenador | Entrenador | Roberto Di Matteo  |     |

| 25         | POR        | Pepe Reina       |     |
| 2          | DEF        | Glen Johnson     |     |
| 37         | DEF        | Martin Škrtel    |     |
| 5          | DEF        | Daniel Agger     |     |
| 3          | DEF        | José Enrique     |     |
| 14         | MED        | Jordan Henderson |     |
| 20         | MED        | Jay Spearing     | 54' |
| 39         | MED        | Craig Bellamy    | 76' |
| 8          | MED        | Steven Gerrard   |     |
| 19         | MED        | Stewart Downing  |     |
| 7          | DEL        | Luis Suárez      |     |
| Entrenador | Entrenador | Kenny Dalglish   |     |

| 16 | MED | Raul Meireles   | 75' |
| 15 | MED | Florent Malouda | 90' |

| 9  | DEL | Andy Carroll | 54' |
| 18 | DEL | Dirk Kuyt    | 76' |

| Anotado | 11' | Ramires       | 1–0 |
| Anotado | 52' | Didier Drogba | 2–0 |

| Anotado | 64' | Andy Carroll | 2–1 |

| Amonestado | 36' | John Obi Mikel |

| Amonestado | 44' | Daniel Agger |
| Amonestado | 81' | Luis Suárez  |

| Árbitro             | Phil Dowd      |
| Árbitros asistentes | Stuart Burt    |
| Árbitros asistentes | Andrew Garratt |
| Cuarto árbitro      | Mike Jones     |

|                            |
| England                    |
| Campeón Chelsea 7.o título |

## Goleadores
| Jermaine Beckford                       | Leicester City       | 6 | 5 |
| Ched Evans                              | Sheffield United     | 5 | 4 |
| Matthew Tubbs                           | Crawley Town         | 5 | 4 |
| Darius Henderson                        | Millwall             | 4 | 3 |
| Matt Phillips                           | Blackpool            | 4 | 3 |
| Jeff Hughes                             | Notts County         | 4 | 4 |
| Andy Carroll                            | Liverpool            | 4 | 6 |
| Ramires                                 | Chelsea              | 4 | 6 |
| Juan Mata                               | Chelsea              | 4 | 7 |
| Stefan Brown                            | AFC Totton           | 3 | 2 |
| Simon Cox                               | West Bromwich Albion | 3 | 2 |
| Clint Dempsey                           | Fulham               | 3 | 2 |
| Lewis Grabban                           | Rotherham United     | 3 | 2 |
| Dean Bowditch                           | Milton Keynes Dons   | 3 | 4 |
| Luis Suárez                             | Liverpool            | 3 | 4 |
| Jamie Vardy                             | Fleetwood Town       | 3 | 4 |
| Andrew Morrell                          | Wrexham              | 3 | 5 |
| Jermain Defoe                           | Tottenham Hotspur    | 3 | 6 |
| Jon Nurse                               | Dagenham & Redbridge | 3 | 6 |
| Última actualización: 5 de mayo de 2012 |                      |   |   |